# Gianni Bugno
Gianni Bugno, född 14 februari 1964 i Brugg, Schweiz, är en italiensk före detta professionell tävlingscyklist.
Gianni Bugno debuterade som professionell hösten 1985 i Atala-stallet tillsammans med svensken Per Christiansson. Sitt första professionella VM gjorde han 1986 i Colorado Springs. Det året vann han även Friulien runt.
Bugnos bästa period som cyklist var åren 1990–1992 då han vann Giro d'Italia, två världsmästartitlar, en nationstitel, Milano–San Remo och Clásica de San Sebastián. Han gjorde också bra ifrån sig Tour de France där han slutade tvåa 1991 och trea 1992. Bugno hade oturen att vara som bäst under Miguel Induráins storhetstid. Han avslutade sin karriär 1998 och började istället arbeta med att flyga helikopter.

## Meriter
Giro d'Italia
 Totalseger – 1990
 Poängtävlingen – 1990
9 etapper
Tour de France, 4 etapper
Vuelta a España, 2 etapper
 UCI World Cup 1990
 Världsmästerskapens linjelopp – 1991, 1992
 Nationsmästerskapens linkelopp – 1991, 1995
Clásica de San Sebastián – 1991
Milano–San Remo – 1990
Flandern runt – 1994

### Resultat i Grand Tours
| Grand Tour      | 1986 | 1987 | 1988 | 1989 | 1990 | 1991 | 1992 | 1993 | 1994 | 1995 | 1996 | 1997 | 1998 |
| --------------- | ---- | ---- | ---- | ---- | ---- | ---- | ---- | ---- | ---- | ---- | ---- | ---- | ---- |
| Giro d'Italia   | 41   | X    | X    | 23   | 1    | 4    | -    | 18   | 19   | -    | 29   | 75   | 50   |
| Tour de France  | -    | -    | 62   | 11   | 7    | 2    | 3    | 20   | X    | 53   | -    | -    | -    |
| Vuelta a España | -    | -    | -    | -    | -    | -    | -    | -    | -    | -    | 56   | 95   | 84   |

X = Bröt loppet

## Stall
- Atala 1985–1987
- Chateau d'Ax-Gatorade 1988–1993
- Polti-Vaporetto 1994
- MG Maglificio-Technogym 1995–1996
- Mapei 1997–1998